# The Cookout
The Cookout és una pel·lícula estatunidenca del 2004 dirigida per Lance Rivera, co-produïda amb Queen Latifah. És l'última pel·lícula en què aparegué l'actriu Farrah Fawcett.

## Sinopsi
En Todd Andersen (Quran Pender) signa un contracte milionari a l'equip de basquetbol dels New Jersey Nets. Obligat per la seva xicota, Brittany (Meagan Good), compra una mansió en un barri de classe alta. Intentant mantenir les tradicions familiars, la seva mare decideix fer una barbacoa a la casa nova i convidar-hi tota la família. L'arribada dels familiars i les situacions que han d'afrontar causen problemes amb els nous veïns d'en Todd.